# Mount Harmer
Mount Harmer ist ein 1115 m (nach britischen Angaben 1075 m) hoher und vereister Berg im nordzentralen Teil von Cook Island im Archipel der Südlichen Sandwichinseln. Er ist die höchste Erhebung dieser Insel.
Wissenschaftler der britischen Discovery Investigations kartierten und benannten ihn im Jahr 1930. Namensgeber ist der britischen Zoologe Sidney Frederic Harmer (1862–1950), der von 1924 bis 1942 dem Beratergremium dieser Forschungsreihe angehört hatte.